# Jekaterina Rojaka

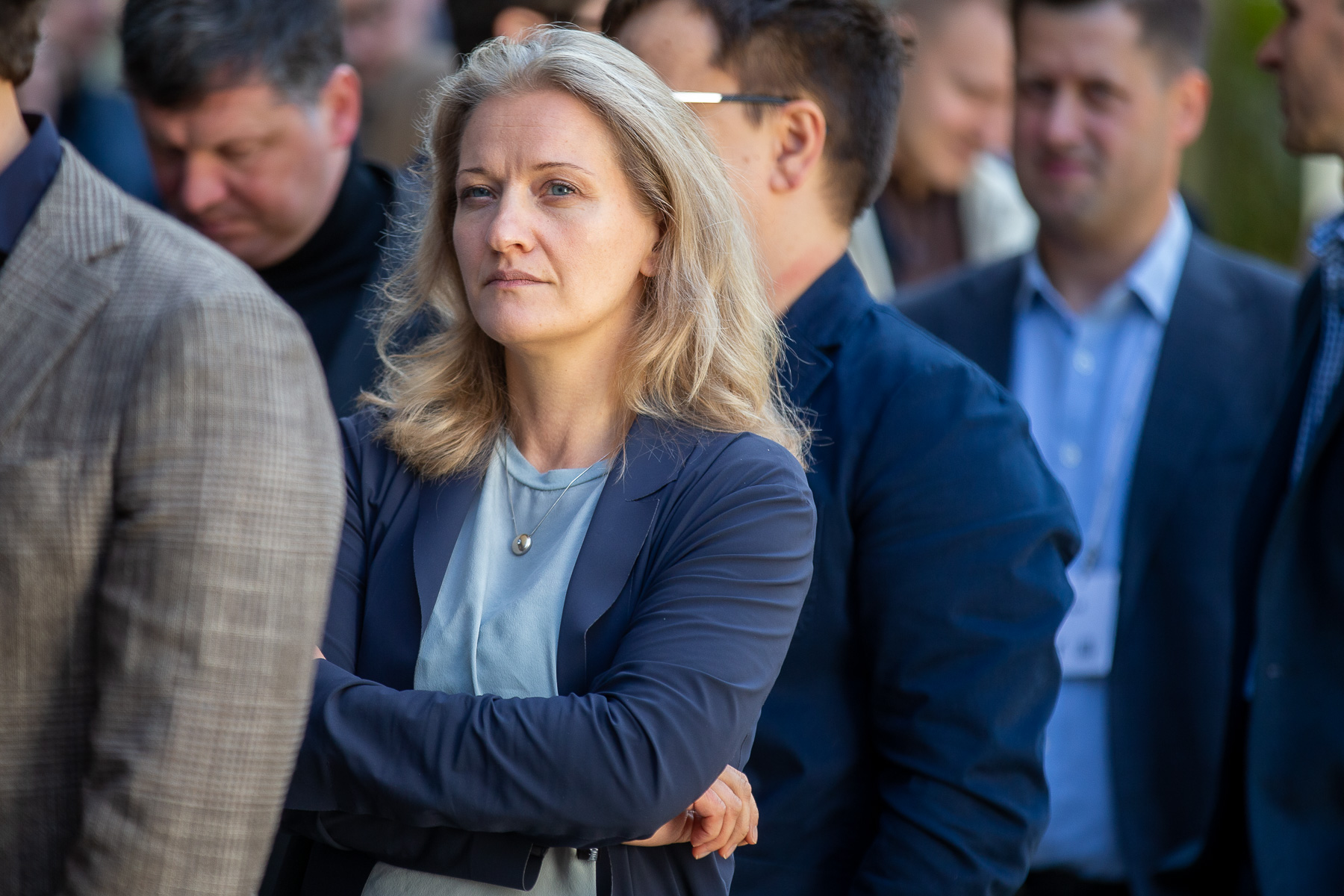
Jekaterina Rojaka (2022)

Jekaterina Rojaka (* 29. Juni 1978)  ist eine litauische Ökonomin und Politikerin, seit Juli 2024 Mitglied im Seimas, ehemalige Vizeministerin und Stellvertreterin des Wirtschaftsministers Litauens.

## Leben
Nach dem Abitur an der russischsprachigen 8. Mittelschule  in Naujamiestis in der litauischen Hauptstadt Vilnius   absolvierte Jekaterina Rojaka von 1997 bis 2001 das Bachelorstudium und von 2001 bis 2003 das Masterstudium der Wirtschaft an der Vilniaus universitetas (VU).
Von 2000 bis 2002 arbeitete sie bei Lietuvos bankas in Vilnius. Von September 2003 bis August 2005 war sie Senior Analyst bei der Bank NORD/LB. Von Oktober 2004 bis März 2006 arbeitete sie als Country Economist bei  World Bank in
Vilnius und Warschau, Polen. Von Februar 2006 bis Januar 2009 lehrte sie Ökonometrie an der Wirtschaftsfakultät der VU und auch bei ISM University of Management and Economics sowie VGTU. Von November 2006 bis September 2009 war sie Senior Analyst in der Abteilung Economic Research der Bank DnB NORD A/S. Von September 2009 bis März 2018 arbeitete sie als Chief Economist und Abteilungsleiterin bei DNB Markets der Bank DNB bankas (jetzt Luminor).
Ab Oktober 2018 war sie Beraterin des Ministers am litauischen Wirtschaftsministerium. Vom 15. Januar 2019 bis Dezember 2020 war sie stellvertretende Wirtschaftsministerin Litauens und Stellvertreterin von Virginijus Sinkevičius im Kabinett Skvernelis (statt Gediminas Miškinis, der Leiter der Nationalen Beamtenbehörde wurde). Sie war verantwortlich für die Koordinierung der Investitionen der Europäischen Union und die Gestaltung der Unternehmenspolitik. 
Von 2021 bis	2024 	arbeitete sie als Leiterin für Geschäftsentwicklung und Strategie im Unternehmen UAB „Creditinfo Lietuva“.
Juli 2024 wurde sie Mitglied im 13. Seimas, als Aurelijus Veryga Mitglied des Europaparlaments wurde. Oktober 2024 wurde sie zum 14. Seimas in der Parlamentswahl in Litauen 2024 als Kandidatin der Liste der Partei Demokratų sąjunga Vardan Lietuvos ausgewählt.
Sie ist parteilos.

## Familie
Jekaterina ist Vertreterin der Russischen Minderheit in Litauen.
Rojaka ist mit einem IT-Spezialisten verheiratet. Sie haben zwei Söhne und eine Tochter.